# 2016年リオデジャネイロオリンピックのチュニジア選手団
2016年リオデジャネイロオリンピックのチュニジア選手団（2016ねんリオデジャネイロオリンピックのチュニジアせんしゅだん）は、2016年8月5日から8月21日にかけてブラジルのリオデジャネイロで開催された2016年リオデジャネイロオリンピックのチュニジア選手団、およびその競技結果。

## 概要
今大会は銅メダル3個を獲得した。
テコンドー男子80kg級でウサマ・ウスラーティが銅メダルを獲得した。オリンピックのテコンドー競技でチュニジア選手がメダルを獲得したのは初めて。

## メダル
| メダル | 選手名               | 競技         | 種目                     |
| ------ | -------------------- | ------------ | ------------------------ |
| 銅     | マルワ・アムリ       | レスリング   | 女子フリースタイル58kg級 |
| 銅     | イネス・ブバクリ     | フェンシング | 女子フルーレ個人         |
| 銅     | ウサマ・ウスラーティ | テコンドー   | 男子80kg級               |